# Emma Sakura
Emma Sakura (佐倉 絵麻?, Sakura Ema; spesso traslitterato come Ema Sakura; Prefettura di Hyōgo, 27 giugno 1995) è un'attrice giapponese, vincitrice del premio come migliore attrice esordiente allo Yokohama Film Festival nel 2015 per il film Bon to Lin Chan.

## Biografia
Emma Sakura nasce nel 1995 nella prefettura di Hyōgo, in Giappone. Il successo come attrice cinematografica arriva immediatamente nel 2014, con il suo primo film da co-protagonista, Bon to Lin Chan, scritto e diretto da Keiichi Kobayashi, che ne ha curato anche la fotografia. Nel film, Sakura interpreta un'appassionata di manga yaoi, un genere di manga scritto e disegnato da donne e rivolto a un pubblico femminile che tratta temi omosessuali maschili.
Sul piccolo schermo, Sakura è apparsa nella serie televisiva Atami no Sousakan, trasmessa da TV Asahi tra il 23 luglio e il 17 settembre 2010, nel ruolo di Minami Sakayaki

## Filmografia
2014 - Bon to Lin Chan

## Televisione
2010 - Atami no Sousakan

## Premi
2015 - Yokohama Film Festival - Miglior attrice esordiente